# António Cravidão Duarte
António Cravidão Duarte (Pegões-Gare, 31 de maio de 1932 — Pegões, 27 de dezembro de 2016) foi um jornalista e político português.
Desenvolveu a sua atividade profissional no antigo grupo Companhia União Fabril (CUF), na área de contabilidade e finanças, onde chegou ao cargo de diretor financeiro.
Foi militante do Partido Social Democrata. Na região de Pegões, no Montijo, exerceu atividade política a nível local, na Mesa da Assembleia Municipal e na Assembleia de Freguesia de Pegões. Chegou a candidatar-se à Assembleia da República pelo distrito de Setúbal, não chegando a ser eleito. Fundou, em 2008, o jornal local Região de Pègões, que dirigiu até à morte, tendo antes contribuído para várias outras publicações, como o Jornal Repórter do Seixal (onde foi chefe de redação).
A Câmara Municipal do Montijo aprovou, por unanimidade, um voto de pesar pela morte de Cravidão Duarte, na sua reunião ordinária de 4 de janeiro de 2017, onde sublinhou a "ilustre e reputada figura da freguesia de Pegões", "incansável lutador por todos os projetos que promovessem e desenvolvessem o seu Pegões querido, lutando abnegadamente pelos interesses da sua terra e da sua população".